# سیندیکیت
سیندیکیت (به انگلیسی: Syndicate) یک بازی ویدئویی در سبک سایبرپانک و تیراندازی اول شخص و همینطور یک بازشروع برای این سری بازی است که توسط استودیو استاربریز توسعه یافته و به‌وسیلهٔ شرکت الکترونیک آرتس در فوریه ۲۰۱۲ برای مایکروسافت ویندوز، اکس‌باکس ۳۶۰ و پلی‌استیشن ۳ روانه بازار شد. شروع این بازی تیراندازی اول شخص در سال ۲۰۶۹ است.